# Dolgan
Dolgan je priimek v Sloveniji, ki so ga po podatkih Statističnega urada Republike Slovenije na dan 1. januarja 2010 uporablje 203 osebe in je med vsemi priimki po pogostosti uporabe uvrščen na 2.118. mesto.

## Znani nosilci priimka
- Anton Dolgan (1891—1933), amaterski gledališki igralec
- Anton Dolgan - Branko (1909—1988), TIGR-ovec, partizan, častnik, ljudski poslanec
- Cilka Dolgan-Valenčič (*1937), kulturna delavka
- Danilo Dolgan (1924—2017), ??
- Ervin Dolgan - Janez (1923—2008), partizan, politični delavec
- Franc Dolgan (1889—1965), inženir gozdarstva
- Jože Dolgan (Josip Dolgan) (1886—1965), učitelj, šolnik
- Marjan Dolgan (1923—1996), novinar, igralec
- Marjan Dolgan (*1950), literarni zgodovinar in kritik
- Milan Dolgan (*1933), jezikoslovec, (pan)slavist, pedagog
- Milena Dolgan (1917—1945), kiparka
- Mojca Dolgan Petrič (*1961), geografka, bibliotekarka ...